# Bob Cousy

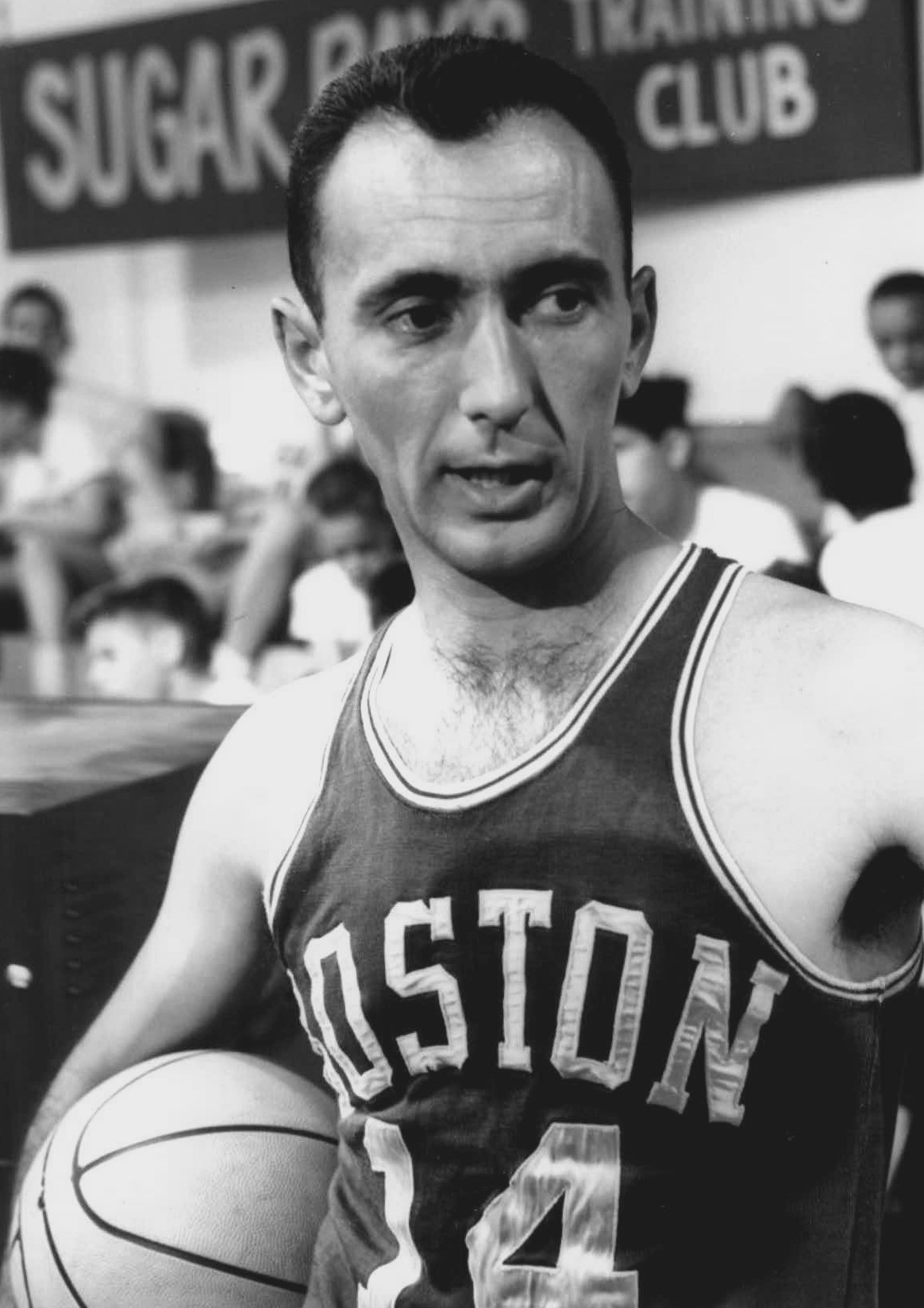
Bob Cousy, cirka 1959–1963.

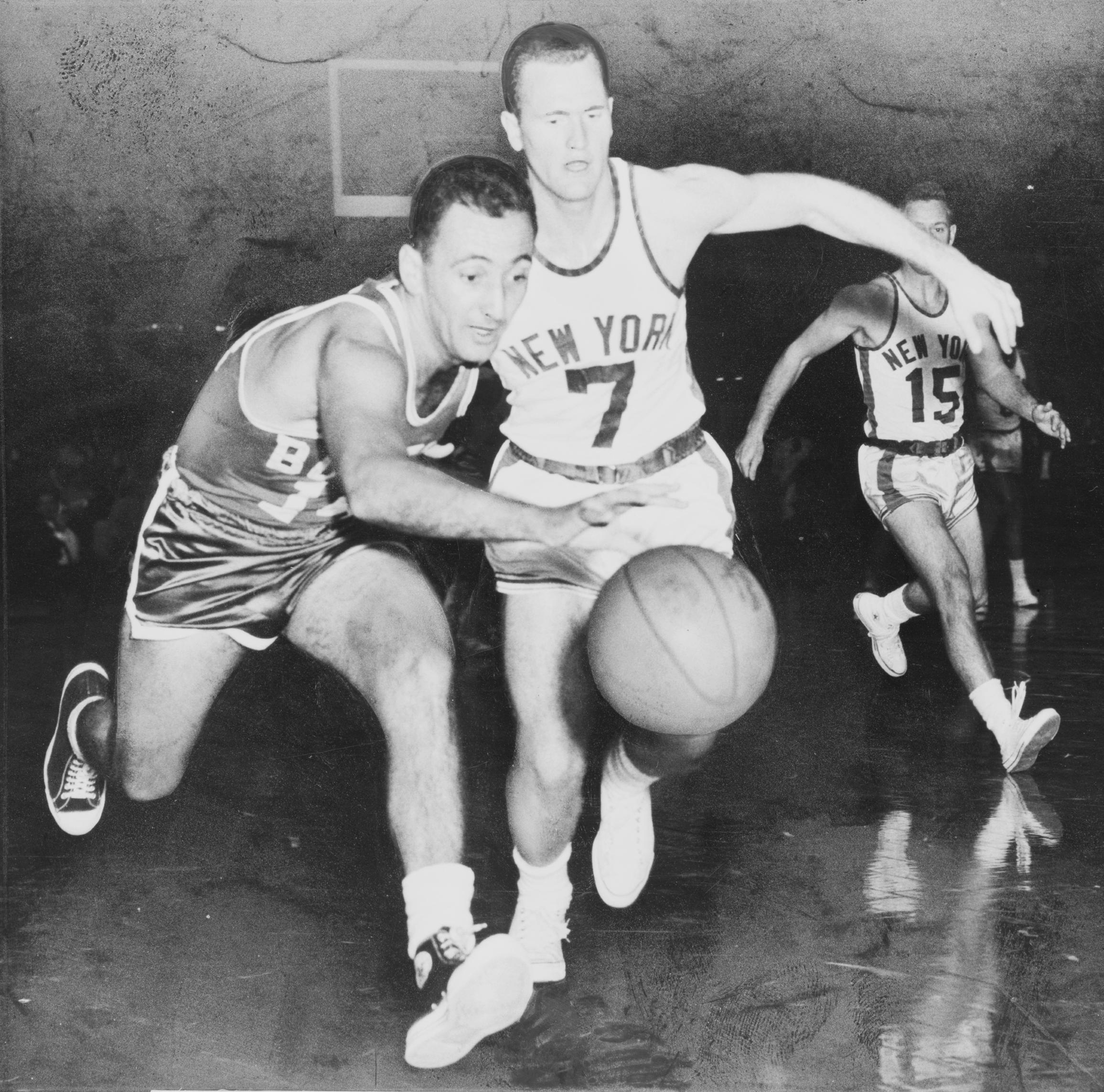
Bob Cousy (till vänster) 1960.

Robert Joseph "Bob" Cousy, född 9 augusti 1928 i New York, är en amerikansk före detta basketspelare. 
Cousy spelade som point guard i Boston Celtics från 1951 till 1963 och är känd som en av de bästa point guard-spelarna nånsin.
Bob Cousy kallas ofta "The Cooz" eller "Houdini of the Hardwood". Cousy har gjort fler assister i Celtics än någon annan spelare med 6 995 assist och hade i snitt 9,5 assist per match. Han gjorde också 16 960 poäng. Cousy innehar två NBA-rekord; flest assist i en halvlek (19, 27 februari 1959 mot Minneapolis Lakers) och flest gjorda straffkast i en NBA-slutspelsmatch när han satte 30 straffkast av 32 försök 1953 mot Syracuse.
Cousy fick 2019 mottaga Presidentens frihetsmedalj.

## College of the Holy Cross
Cousy spelade i College of the Holy Cross under sin collegekarriär, där han var lagets MVP och ledande poänggörare i laget både 1949 och 1950.

## Lag
Som spelare
- Boston Celtics (1950–1963)
- Cincinnati Royals (1969–1970)

Som tränare
- Boston College (1963–1969)
- Cincinnati Royals (1969–1973)